# فيروسة مصفرة (جنس)
الفيروسة المصفرة هي جنس ينتمي لعائلة الفيروسات المصفرة. يشمل هذا الجنس مجموعة من الفيروسات أبرزها: فيروس غرب النيل وفيروس الضنك وفيروس الحمى الصفراء وفيروس التهاب الدماغ المحمول بالقراد بالإضافة لأنواع أخرى قد تسبب التهاب الدماغ.

## الأنواع

### الفيروسات المنقولةبالقراد
- فيروسات الثدييات المنقولة بالقراد:
  - فيروس أبسيتياروف
  - فيروس الخرمة (ALKV)
  - Deer tick virus (DT)
  - Gadgets Gully virus (GGYV)
  - Kadam virus (KADV)
  - Karshi virus
  - داء غابة كياسانور (KFDV)
  - فيروس لانغات (LGTV)
  - الداء القفزي (LIV)
  - حمى أومسك النزفية (OHFV)
  - Powassan virus (POWV)
  - Royal Farm virus (RFV)
  - Sokuluk virus (SOKV)
  - فيروس التهاب الدماغ المحمول بالقراد (TBEV)
  - Turkish sheep encephalitis virus (TSE)
- فيروسات الطائر البحري المنقولة بالقراد:
  - Kama virus (KAMV)
  - Meaban virus (MEAV)
  - Saumarez Reef virus (SREV)
  - Tyuleniy virus (TYUV)

### الفيروسات المنقولةبالبعوض
- من غير عائل فقري معروف
  - Aedes flavivirus
  - Barkedji virus
  - Calbertado virus
  - Cell fusing agent virus
  - Chaoyang virus
  - Culex flavivirus
  - Culex theileri flavivirus
  - Donggang virus
  - Ilomantsi virus
  - Kamiti River virus
  - Lammi virus
  - Marisma mosquito virus
  - Nakiwogo virus
  - Nhumirim virus
  - Nounane virus
  - Spanish Culex flavivirus
  - Spanish Ochlerotatus flavivirus
  - Quang Binh virus
- مجموعة فيروس أروا
  - Aroa virus (AROAV)
  - Bussuquara virus
- مجموعة فيروس الضنك
  - فيروس الضنك (DENV)
  - Kedougou virus (KEDV)
- مجموعة فيروس التهاب الدماغ الياباني
  - Bussuquara virus
  - Cacipacore virus (CPCV)
  - Koutango virus (KOUV)
  - Ilheus virus (ILHV)
  - التهاب الدماغ الياباني (JEV)
  - Murray Valley encephalitis virus (MVEV)
    - Alfuy virus

  - Rocio virus (ROCV)
  - التهاب دماغ القديس لويس (SLEV)
  - Usutu virus (USUV)
  - فيروس غرب النيل (WNV)
  - Yaounde virus (YAOV)
- مجموعة فيروس كوكوبيرا
  - Kokobera virus (KOKV)
- مجموعة فيروس نتايا
  - Bagaza virus (BAGV)
  - Baiyangdian virus (BYDV)
  - Duck egg drop syndrome virus (BYDV)
  - Ilheus virus (ILHV)
  - Jiangsu virus (JSV)
  - Israel turkey meningoencephalomyelitis virus (ITV)
  - Ntaya virus (NTAV)
  - Tembusu virus (TMUV)
- مجموعة فيروس سبوندويني
  - فيروس زيكا (ZIKV)
- مجموعة فيروس الحمى الصفراء
  - Banzi virus (BANV)
  - Bouboui virus (BOUV)
  - Edge Hill virus (EHV)
  - Jugra virus (JUGV)
  - Saboya virus (SABV)
  - Sepik virus (SEPV)
  - Uganda S virus (UGSV)
  - Wesselsbron virus (WESSV)
  - حمى صفراء (YFV)

### فيروسات من غير ناقل معروف منمفصليات الأرجل
- Entebbe virus group
  - Entebbe bat virus (ENTV)
  - Yokose virus (YOKV)
- Modoc virus group
  - Apoi virus (APOIV)
  - Cowbone Ridge virus (CRV)
  - Jutiapa virus (JUTV)
  - Modoc virus (MODV)
  - Sal Vieja virus (SVV)
  - San Perlita virus (SPV)
- Rio Bravo virus group
  - Bukalasa bat virus (BBV)
  - Carey Island virus (CIV)
  - Dakar bat virus (DBV)
  - Montana myotis leukoencephalitis virus (MMLV)
  - Phnom Penh bat virus (PPBV)
  - Rio Bravo virus (RBV)

### فيروسات لغير الفقريات
- Soybean cyst nematode virus 5

### فيروسات معروفة لتسلل الحمض النووي
- Aedes flavivirus
- Aedes cinereus flavivirus
- Aedes vexans flavivirus
- Culex theileri flavivirus